# Alois Dörr
Alois Dörr (* 14. Januar 1911 in Höpfingen; † 18. Juni 1990 ebenda) war „Kommandoführer“ des Frauenlagers Helmbrechts des KZ Flossenbürg.

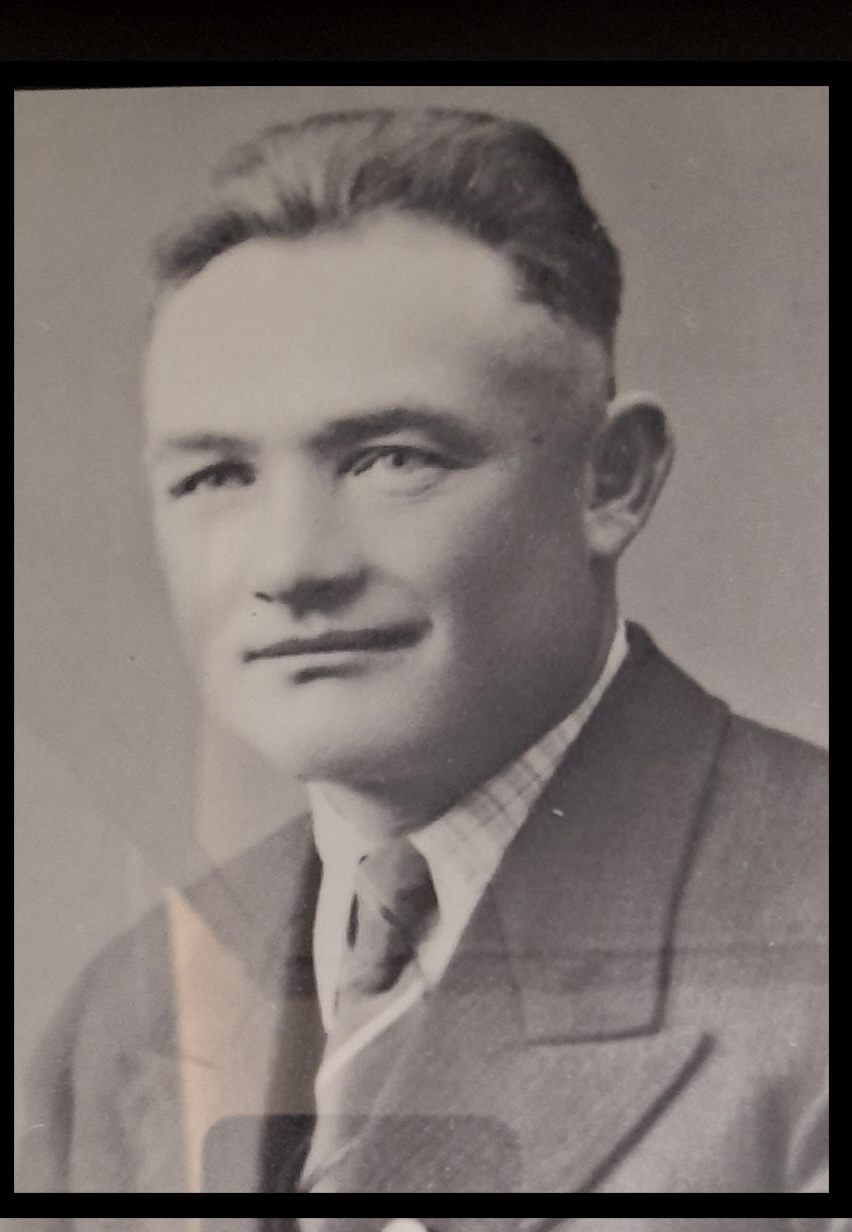
Alois Dörr

## Leben und Wirken
Der am 14. Januar 1911 geborene Kommandoführer Alois Dörr trat zum 1. Dezember 1932 – und damit noch vor der „Machtergreifung“ – der NSDAP bei (Mitgliedsnummer 1.405.064). Der aus dem badischen Dorf Höpfingen stammende Dörr meldete sich als 22-jähriger freiwillig zur SS. Im Herbst 1940 teilte man ihn der Wachmannschaft des Konzentrationslagers Flossenbürg zu, vier Jahre später baute er als „Kommandoführer“ das KZ-Außenlager Helmbrechts für weibliche Häftlinge auf.
Die Insassinnen des Lagers arbeiten unter teils unwürdigen Bedingungen für die dortige Zweigstelle der Nürnberger Rüstungsfirma Neumayer. Der verheiratete Dörr begann in Helmbrechts ein Verhältnis mit der SS-Oberaufseherin Herta Haase, die als die brutalste in der Wachmannschaft galt; beide führten ein grausames Regime. Als der Krieg vorbei war, warf Dörr seine SS-Uniform weg. Die Amerikaner hielten ihn für einen einfachen Soldaten und ließen ihn nach nur einem Jahr Gefangenschaft frei. Dörr übernahm den elterlichen Hof und galt als angesehener Bürger und Gemeinderat.
Eine frühere Gefangene erkannte den einstigen Kommandoführer des Frauenlagers Helmbrechts Anfang der 1960er Jahre auf einem Foto in der Lokalzeitung dessen badisch-fränkischer Heimat, auf dem er bei einem Festumzug als Kommandant der Feuerwehr zu sehen war. Nach seiner Verhaftung im Jahr 1962 starteten Höpfinger Bürger eine Unterschriftenaktion und sammelten mehr als 50.000 DM als Kaution. Der Bürgermeister erklärte: „Mit einer Verurteilung widerfährt niemanden Gerechtigkeit“. Dörr habe „zum Wohle des Vaterlandes“ nur seine Pflicht getan.
Unter der Leitung Oskar Rauchs, der sich dem Vorwurf der Öffentlichkeit entgegenstemmte, die deutsche Justiz der Nachkriegszeit sei halbblind gegen die Verbrechen der Nazi-Schergen, trugen die Ermittler von 1962 bis 1969 Indizien zusammen, machten Zeugen im Ausland ausfindig und klagten Dörr schließlich an. Ab dem 20. März 1969 musste sich Dörr vor dem Schwurgericht in Hof wegen Mordes in 217 Fällen verantworten. Das Medieninteresse war groß; sogar das sowjetische Fernsehen und New Yorker Zeitungen schickten Berichterstatter.
Beim von Dörr befohlenen Todesmarsch waren 59 gefangene Frauen auf seinen Befehl oder durch ihn selbst erschossen worden, 157 weitere an Entkräftung gestorben. In der Anklageschrift hieß es: „Dörr sah in den Häftlingen keine vollwertigen Menschen. Er erblickte in ihnen nicht nur Staatsfeinde, Saboteure, Volksschädlinge, Asoziale oder Kriminelle, sondern betrachtete sie als Geschöpfe, denen kaum mehr Menschenwert zuzusprechen war“. Wegen fünffachen gemeinschaftlich begangenen Mordes wurde er am 31. Juli 1969 zu einer lebenslangen Freiheitsstrafe verurteilt, kam 1979 jedoch aufgrund einer Begnadigung durch den bayerischen Ministerpräsidenten Alfons Goppel frei. Alois Dörr starb am 18. Juni 1990 in Höpfingen in Baden-Württemberg als freier Mann.